# Lijevo Trebarjevo
Lijevo Trebarjevo falu Horvátországban, Sziszek-Monoszló megyében. Közigazgatásilag Martinska Ves községhez tartozik.

## Fekvése
Sziszek városától légvonalban 12, közúton 15 km-re északra, községközpontjától 2 km-re északnyugatra, a Száva bal partján fekszik.

## Története
A település neve 1601-ben „Treberovu locus” néven bukkan fel először. 1773-ban az első katonai felmérés térképén „Dorf Trebarievo” alakban szerepel. Zágráb vármegye Sziszeki járásához tartozott. a Száva két partján fekvő települést csak a 19. század végén kezdik megkülönböztetni Desno, illetve Lijevo előtaggal.
1857-ben 182, 1910-ben 171 lakosa volt. 1918-ban az új szerb-horvát-szlovén állam, majd később Jugoszlávia része lett. A II. világháború idején a Független Horvát Állam része volt. A háború után a béke időszaka köszöntött a településre, enyhült a szegénység és sok ember talált munkát a közeli városokban. A falu 1991. június 25-én a független Horvátország része lett. 2011-ben 59 lakosa volt.

## Népesség
| Lakosság változása | Lakosság változása | Lakosság változása | Lakosság változása | Lakosság változása | Lakosság változása | Lakosság változása | Lakosság változása | Lakosság változása | Lakosság változása | Lakosság változása | Lakosság változása | Lakosság változása | Lakosság változása | Lakosság változása | Lakosság változása |
| ------------------ | ------------------ | ------------------ | ------------------ | ------------------ | ------------------ | ------------------ | ------------------ | ------------------ | ------------------ | ------------------ | ------------------ | ------------------ | ------------------ | ------------------ | ------------------ |
| 1857               | 1869               | 1880               | 1890               | 1900               | 1910               | 1921               | 1931               | 1948               | 1953               | 1961               | 1971               | 1981               | 1991               | 2001               | 2011               |
| 182                | 179                | 160                | 166                | 169                | 171                | 165                | 164                | 161                | 165                | 143                | 133                | 104                | 89                 | 70                 | 59                 |